# 한글의 역사 연표
본 항목은 한글의 역사에 대해 다루고 있다.

## 연표
| 1397(태조6)     | 음력 4월10일(양력 5월15일) 이방원의 셋째 아들(세종)이 태어남. |
| 1398(태조7)     | 태조가 이방과(정조)에게 왕위를 물림. |
| 1400(정종2)     | 정종이 이방원(태종)에게 왕위를 물림. |
| 1418(태종18)    | 태종이 세자 충녕 대군(세종)에게 왕위를 물림. |
| 1422(세종4)     | 세종이 활자의 글씨체를 고쳐 만들게함 |
| 1440(세종22)    | 세종이 교서관의 글자 연구를 장려함. |
| 1443(세종25)    | 음력 12월 세종이 몸소 '훈민정음'을 만듦. |
| 1444(세종26)    | 세종이 최항, 박팽년, 신숙주, 이선로, 이개, 강희안들에게 "운회(韻會)"를 한글로 번역하게 함. |
| 1445(세종27)    | 세종이 신숙주, 성삼문, 손수산 들을 요동에 보내어 운서를 질문하게 함. 권제, 정인지, 안지 등이 "용비어천가" 125장을 지음.                                                                               |
| 1446(세종28)    | 음력 9월 상순 "훈민정음" 펴냄. 세종이 대간(臺諫)의 죄를 훈민정음으로 써서 의금부와 승정원에 보임. 언문청을 둠. 훈민정음을 이과(吏科)와 이전(吏典)의 시험 과목으로 정함.                               |
| 1447(세종29)    | "용비어찬가"를 풀이함. 관리 시험에서 훈민정음 과목을 먼저 치르게 함. "월인천강지곡, 석보상절, 동국정운"들을 짓고, "용비어천가"를 펴냄.                                                                |
| 1448(세종30)    | "동국정운"을 펴냄. |
| 1449(세종31)    | 운서를 교열하기 위해서 신숙주, 성삼문 등이 중국 사신의 숙소에 찾아 다님. |
| 1450(세종32)    | 성삼문, 신숙주, 손수산 들이 명나라 사신에게 운서에 대해 질문함. 음력 2월 17일(양력 4월 8일) 당대에 '해동의 요순'이라 일컬음 받던 세종 큰 임금이 돌아감.                                               |
| 1504(연산군10)  | 연산군의 잘못을 지적하는 한글문서 사건이 나서, 한글 가르치기를 금하고 한글로 된 책들을 불사르게 함.                                                                                                   |
| 1506(중종1)     | 언문청을 없앰. |
| 1592(선조25)    | 임진왜란 일어남. |
| 1636(인조14)    | 병자호란 일어남. |
| 1876(고종13)    | 12월 22일 주시경(상호) 태어남. |
| 1887(고종24)    | 로스(J. Ross)의 "예수 셩교 젼셔" 펴냄. |
| 1890(고종27)    | 주시경이 국어 공부와 연구를 시작함. |
| 1894(고종31)    | 갑오경장. 7월 8일 외국의 나라, 땅, 사람의 이름들을 한글로 적도록 하는 법령이 공포 됨. 11월 21일 칙령으로 법률과 칙령에서 국문 곧 한글로 적기를 중심으로 하고 한자를 덧붙이거나 섞을 수 있도록 규정함. |
| 1896(건양1)     | 4월 7일 처음으로 한글만 쓰는 신문 "독닙신문"이 독립 협회에서 창간됨. 5월 주시경이 한글맞춤법의 통일을 위한 '국문 동식회' 모음.                                                                        |
| 1897(건양2)     | 주시경이 "국어 문법" 지음. |
| 1905(건양9)     | 지석영이 "신정 국문" 펴냄. |
| 1906(건양10)    | 주시경이 "대한 국문 문법" 펴냄. |
| 1907(순종1)     | 학부에서 국문 연구소 세움. 주시경이 '하기 국어 강습소' 엶. |
| 1908(순종2)     | 8월 31일 '국어 연구 학회' 첫 모임. 12월 16일 주시경이 국문 연구소에 낸 "국문 연구안"에서 한글 풀어쓰기를 처음 주장함. 주시경이 "국어 문전 음학", 최광옥 "대한 문전" 펴냄.                             |
| 1909(순종3)     | 김희상이 "초등 국어 사전", 유길준이 "대한 문전" 펴냄. |
| 1910(순종4)     | 일본이 조선 삼킴. 주시경이 "국어 문법" 펴냄. |
| 1911(왜정)      | 9월 3일 국어 연구 학회를 '배달 말글 몯음(조선 언문회)'으로 바꿈. |
| 1912(왜정)      | 조선 총독부 학무국이 "보통학교 언문 철자법" 펴냄. |
| 1913(왜정)      | 3월 23일 배달 말글 몯음을 '한글모'로 바꿈. |
| 1914(왜정)      | 주시경이 "말의 소리" 펴냄. |
| 1919(왜정)      | 삼일 독립 운동 1920(왜정) 조선 총독부가 "조선어 사전" 펴냄. |
| 1921(왜정)      | 12월 3일 조선 총독부의 탄압으로 흩어졌던 한글모가 '조선어 연구회'로 다시 모임. 총독부 학무국이 "보통학교용 언문 철자법 대요" 펴냄.                                                                    |
| 1924(왜정)      | 2월 1일 조선어 연구회에서 '훈민정음 8 회갑 기념회'를 엶. |
| 1926(왜정)      | 11월 4일 조선어 연구회에서 훈민정음의 반포를 기념하는 '가갸날(음력 9월 29일)'을 정하고 기념함. |
| 1927(왜정)      | 2월 8일 조선어 연구회의 월간 동인지 "한글" 창간됨. |
| 1928(왜정)      | 11월 11일 가갸날을 '한글날'로 바꿈. |
| 1929(왜정)      | 10월 31일 조선어 연구회 월례 모임에서 한글 가로 풀어쓰기를 토론함. |
| 1931(왜정)      | 1월 10일 조선어 연구회를 '조선어 학회'로 바꿈. |
| 1932(왜정)      | 10월 29일 조선어 연구회의 기관지 "한글" 다시 펴냄. |
| 1933(왜정)      | 10월 29일 조선어 학회의 "한글 맞춤법 통일안" 펴냄. |
| 1934(왜정)      | 10월 28일 조선어 학회에서 훈민정음 반포일을 그레고리오력으로 환산해서 10월 28일로 한글날을 삼음. |
| 1935(왜정)      | 박승빈이 "조선어학" 펴냄. |
| 1936(왜정)      | 10월 28일 조선어학회의 "사정한 조선어 표준어 모음" 펴냄. |
| 1937(왜정)      | 11월 28일 조선어 학회에서 '한글 가로 풀어쓰기안' 채택함. 최현배의 "우리말본" 펴냄. |
| 1938(왜정)      | 학교에서 조선말 교육이 금지됨. 김윤경이 "조선 문자 급 어학사" 펴냄. |
| 1940(왜정)      | 6월 25일 조선어 학회에서 '외래어 표기법 통일안'을 발표함. 10월 9일 "훈민정음" 원본이 발견됨에 따라 한글날을 새로 고증해서 10월 9일로 바꿈.                                                            |
| 1942(왜정)      | 10월 1일 조선어 학회 수난 사건 일어남. 최현배의 "한글갈" 펴냄. |
| 1945(미국 군정) | 8월 15일 조선의 광복. 9월 1일 조선어 학회에서 각종의 국어 교과서를 지어서 군정청 학무국에 줌. 12월 8일 군정청 학무국 조선 교육 심의회 교과서 분과에서 '한자는 없애고 모든 글은 가로쓰기'로 결정함.    |
| 1947(군정)      | 10월 9일 조선어 학회의 "조선말 큰 사전" 첫 권 펴냄. |
| 1948(대한민국)  | 8월 15일 대한민국 정부 세움. 8월 6일 문교부에서 '한자 안 쓰기의 이론' 펴냄. 10월 9일 '한글 전용에 관한 법률'이 공포됨.                                                                                |
| 1949 9월 5일    | 조선어학회를 '한글학회'로 바꿈. |
| 1950 6월 25일   | 사변 일어남. |
| 1953 4월 27일   | 국무총리 훈령 제8호 '한글 간소화 안'이 공포됨. |
| 1953 5월 24일   | 한글학회 등에서 한글 간소화 안에 대한 반대 성명 냄. |
| 1954 7월 2일    | 국무회의에서 한글 간소화 안을 통과시지자, 각계에서 반대 성명 냄. |
| 1955 9월 19일   | 대통령이 한글 간소화 안을 거두어 들임. |
| 1956 10월 9일   | 세종 대왕 기념 사업회 세움. |
| 1957 12월 6일   | 국무회에서 '한글 전용 적극 추진에 관한 건'이 의결 됨. |
| 1962 2월 5일    | 문교부 안에 '한글 전용 특별 심의회'가 생김. |
| 1964 9월 1일    | 모든 국어 교과서를 통해서 한자를 노출시켜 가르치기로 함. |
| 1968 5월 2일    | 국무회에서 한글 전용 5개년 개획(안)이 의결되고, 이어 1970년부터 한글 전용을 실시하기로 결정됨. |
| 1972 9월        | 한글학회의 기관지 "한글 새 소식" 창간됨. |
| 1979 9월 8일    | 한글학회에서 '한글 글자꼴 연구 모임'을 엶. |
| 1980 8월 28일   | 한글학회에서 종래의 한글맞춤법 통일안을 수정하고 "한글맞춤법"으로 펴냄. |
| 1981 12월 12일  | 주시경 스승의 무덤이 동작동 국립묘지 제 2 유공자 묘역으로 옮겨 짐. |
| 1982 12월 3일   | 한글학회 안에 '한글 풀어쓰기 연구 모임'을 만듦. |
| 1984 5월 10일   | 국어 연구소 세워 짐. |
| 10월 30일       | 국어 연구소의 기관지로 "국어 생활" 창간됨. |
| 1986 12월 3일   | 한글학회 안에 "한힌샘(주시경) 연구 모임"을 만듦. |
| 1987 3월        | 정보 교환용 한글 완성형 표준 코드가 제정됨. |
| 4월 16일        | '한글 문화 단체 모두모임'이 세워 짐. |
| 12월 22일       | '주시경 연구소' 세워 짐. |
| 1988 1월 14일   | 문교부에서 국어 연구소를 통해 종래의 한글맞춤법 통일안을 간소화의 방향으로 수정한 "한글맞춤법"을 제정하고 공포함.                                                                                     |
| 7월 27일        | 주시경 연구소의 기관지 "주시경 학보" 창간됨. |
| 1990 7월 4일    | '국어 정보학회' 세워 짐. |
| 1991 1월 23일   | 국어 연구소가 국립국어연구원으로 승격함. |

## 같이 보기
- 한글
- 훈민정음